# Vera Votrubcová
Vera Votrubcová (... - ...) is/was een Tsjecho-Slowaaks tafeltennisser. Zij werd samen met landgenote Vlasta Depetrisová in Baden 1937 en Wembley 1938 twee keer achter elkaar wereldkampioen dubbelspel en won in zowel 1937 als Caïro 1939 met Bohumil Váňa de wereldtitel in het gemengd dubbel.
In 1993 werd Votrubcová opgenomen in de ITTF Hall of Fame.

## Sportieve loopbaan
Votrubcová werd in totaal zes keer wereldkampioen. Behalve de vier titels in individuele disciplines, behaalde ze er nog twee met de nationale ploeg door in Praag 1936 en in 1938 het landentoernooi te winnen. Drie keer sloot de Tsjecho-Slowaakse de eindstrijd op een WK af als verliezend finaliste. Vóór hun twee gezamenlijke kampioenschappen in het dubbelspel stond Votrubcová ook al samen met Depetrisová in de WK-finale van 1936. Toen waren hun landgenotes Marie Kettnerová en Marie Smidová nog te sterk. Met Váňa behaalde ze tussen hun titels gemengd dubbel in '37 en '39 ook in 1938 de eindstrijd in die discipline. Ditmaal won het Hongaars/Engelse duo László Bellak/Wendy Woodhead. Votrubcová verloor voor de derde keer een finale in het landentoernooi van 1939, tegen Duitsland.